# Harka
Harka (německy: Harkau, chorvatsky: Horka) je obec v okresu Sopron–Fertőd, v župě Győr-Moson-Sopron v severozápadním Maďarsku. V lednu 2011 zde žilo 1801 obyvatel.

## Poloha, popis
Vesnice se nachází 4 km jižně od města Sopron a ve vzdálenosti zhruba 2 km od rakouských hranic. Rozloha obce je 10,99 km², nadmořská výška je od 200 m ve východní části až po 365 m v západní části při hranici s Rakouskem.

## Sousední obce
V Maďarsku jsou to město Sopron a vesnice Kópháza. Na rakouském úzení pak sousedí s obcemi Deutschkreutz, Haschendorf a Neckenmarkt.
Obec má stanici na železniční trati Sopron-Sombathely s možností spojení do města Deutschkreutz v Rakousku. Harka je s městem Sopron a vesnicí Kópháza spojena pravidelnými autobusovými linkami.

## Historie
První písemná zmínka o obci je z roku 1245. V roce 1809 zničil požár severní části osady. Po druhé světové válce bylo evakuováno 799 německy mluvících obyvatel.

## Památky
- Římskokatolický kostel sv. Petra a Pavla z roku 1309
- Evengelický kostel z roku 1787
- Památník obětem 1. sv. války z roku 1923